# داریویلین
| سامانه/ دوره                                                                               | ردیف/ دور   | اشکوب/ عصر       | سن (میلیون سال پیش) | سن (میلیون سال پیش) |
| ------------------------------------------------------------------------------------------ | ----------- | ---------------- | ------------------- | ------------------- |
| سیلورین                                                                                    | لاندووری    | رودانین          | پس از آن            | پس از آن            |
| اردویسین                                                                                   | بالایی/پسین | هیرنانتین        | ۴۴۳٫۸               | ۴۴۵٫۲               |
| اردویسین                                                                                   | بالایی/پسین | کاتین            | ۴۴۵٫۲               | ۴۵۳٫۰               |
| اردویسین                                                                                   | بالایی/پسین | سندبین           | ۴۵۳٫۰               | ۴۵۸٫۴               |
| اردویسین                                                                                   | میانی       | داریویلین        | ۴۵۸٫۴               | ۴۶۷٫۳               |
| اردویسین                                                                                   | میانی       | داپینگین         | ۴۶۷٫۳               | ۴۷۰٫۰               |
| اردویسین                                                                                   | زیرین/پیشین | فلوئین           | ۴۷۰٫۰               | ۴۷۷٫۷               |
| اردویسین                                                                                   | زیرین/پیشین | ترمادوسین        | ۴۷۷٫۷               | ۴۸۵٫۴               |
| کامبرین                                                                                    | فورونجین    | اشکوب ۱۰ کامبرین | پیش از آن           | پیش از آن           |
| زیربخش‌های سامانه/دوره اردویسین بر پایه تقسیم‌بندی کمیسیون بین‌المللی چینه‌شناسی، در سال ۲۱۰۷. |             |                  |                     |                     |

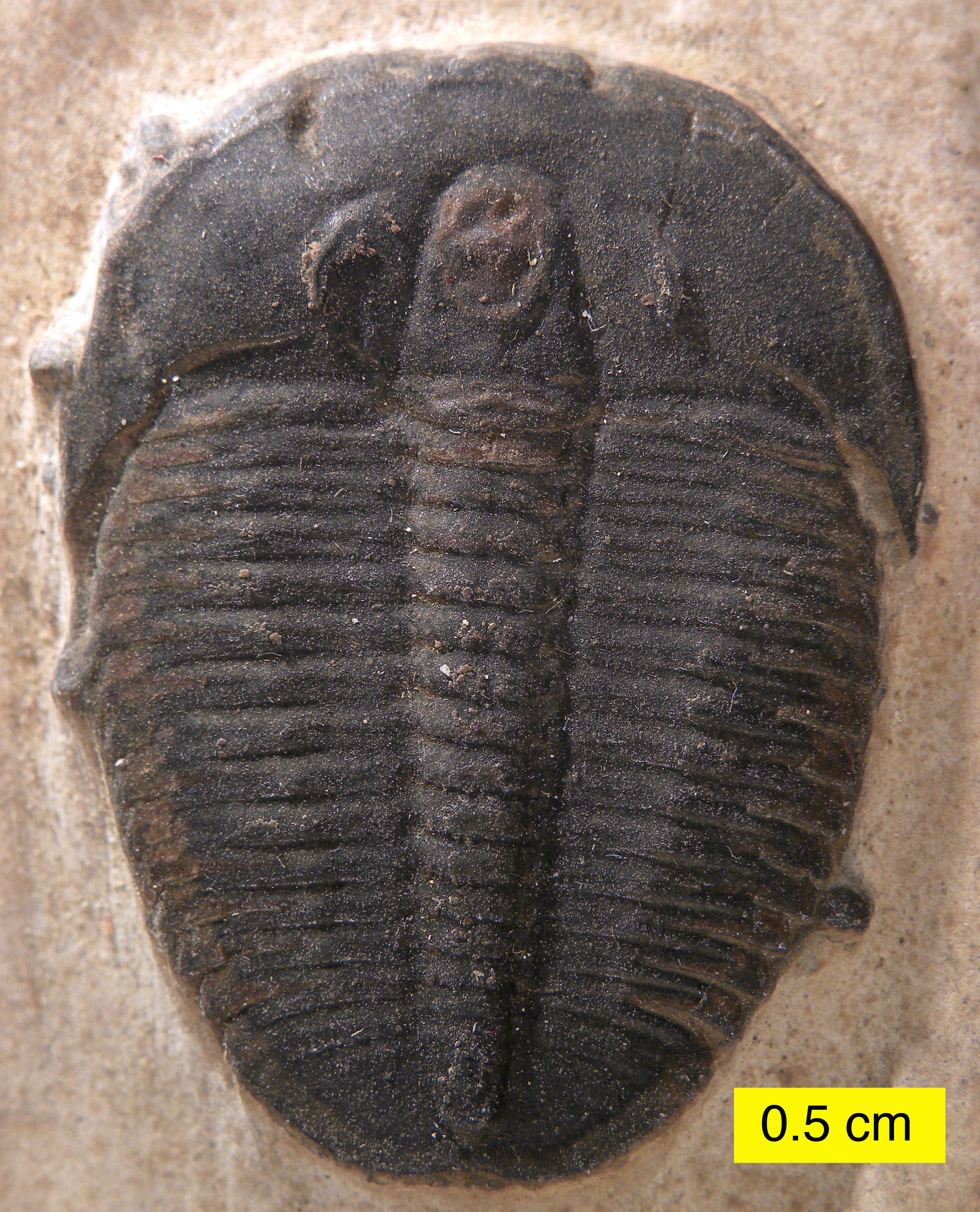
تصویری از فسیل

داریویلین (انگلیسی: Darriwilian) بالاترین اشکوب دور اردویسین میانه است که در ستون چینه‌شناسی پس از اشکوب داپینگین و پیش از اشکوب سندبین از دور اردویسین پسین جای می‌گیرد. مرز زیرین این اشکوب با نخستین پیدایش گونه‌های گراپتولیت در حدود ۴۶۷٫۳ میلیون سال پیش شناخته می‌شود. فلوئین بازه زمانی تقریبی ۸٫۹ میلیون ساله تا آغاز اشکوب سندبین در ۴۵۸٫۴ میلیون سال پیش را در بر می‌گیرد.

## نام‌گذاری
نام داریویلین از داریویل در شهرستان گرانت، ویکتوریا واقع در ویکتوریای استرالیا گرفته شده است. این نام در سال ۱۸۹۹ توسط توماس سرجنت هال پیشنهاد شد.